# Liste antiker Ortsnamen und geographischer Bezeichnungen/Ak
Hinweis: Das griechische Kappa wird im Lateinischen mit „c“ wiedergegeben. Dementsprechend finden sich griechische Ortsnamen, die mit „Ak“ beginnen, unter Liste antiker Ortsnamen und geographischer Bezeichnungen/Ac, sofern ein lateinischer Name überliefert ist.
| Lateinischer Name | Griechischer Name | Beschreibung    | Heute                                       | Quellen und Verweise | Lage |
| ----------------- | ----------------- | --------------- | ------------------------------------------- | -------------------- | ---- |
| Akalissos         |                   | Stadt in Lykien | Bergland nördlich von Kumluca in der Türkei | PECS;                |      |
| Akarassos         |                   | Stadt in Lykien | wahrscheinlich Elmalı in der Türkei         |                      |      |